# 야마다정 (미야자키현)
야마다정(山田町)은 미야자키현 중앙부에 있던 정이다.
2006년 1월 1일, 미야코노조시·야마노쿠치정·다카조정·다카사키정이 합병 (신설합병)해 새로운 미야코노조시가 되어 자치체로서는 소멸하였다.

## 역사
- 1889년 5월 1일 - 정촌제 시행에 수반해 기타모로카타군 야마다촌이 성립하였다.
- 1953년 1월 15일 - 정으로 승격해 야마다정이 되었다.
- 2006년 1월 1일 -  미야코노조시·야마노쿠치정·다카조정·다카사키정이 합병 (신설합병)해 새롭게 미야코노조시가 되었다.

## 교통

### 철도
- 규슈 여객철도
  - 깃토 선